# EFootball (videojuego)
eFootball es un videojuego de simulación de fútbol desarrollado por Konami Digital Entertainment y publicado por Konami. El juego es la 21.ª entrega de la serie, y fue lanzado para Microsoft Windows, PlayStation 4, PlayStation 5, Xbox One, Xbox Series X y Series S el 30 de septiembre de 2021, y para Android e iOS el 2 de junio de 2022.
El juego es el final de la serie Pro Evolution Soccer, y cambiará su nombre, debido a que se actualizará gratis anualmente. Será un videojuego gratuito con microtransacciones, actualizaciones futuras y contenidos descargables de pago opcionales, para poder tener más funciones y modos de juego offline como la Liga Máster. El videojuego tendrá juego cruzado entre las distintas plataformas.

## Antecedentes
El 21 de julio de 2021, Konami publicó un video de seis minutos revelando el nuevo juego. El anuncio reveló que puso fin a la marca Pro Evolution Soccer. En él se dan a conocer otros detalles sobre el videojuego.

## Lanzamiento
El juego fue lanzado para PlayStation 4, PlayStation 5, Microsoft Windows, Xbox One, Xbox Series X y Series S el 30 de septiembre de 2021 con el lanzamiento de la primera temporada del juego titulada eFootball 2022.

## Embajadores
Konami inicialmente firmó al futbolista brasileño Neymar, el futbolista japonés Takefusa Kubo y al futbolista argentino Lionel Messi como embajadores e imágenes principales del videojuego. Además de tener al futbolista español Gerard Piqué y al también futbolista español Andrés Iniesta como principales asesores para la captura de movimientos.
En agosto de 2021 se anunció un acuerdo de patrocinio con la MLSPA (Major League Soccer Players Association), la agencia de imagen de los jugadores de la MLS, la liga estadounidense. Se firmó con 11 futbolistas de la liga, entre los cuales destacan el mexicano Jonathan dos Santos, el también mexicano Efraín Álvarez, el colombiano Eduard Atuesta, el venezolano Josef Martínez, etc.
En agosto de 2022 por medio de un comunicado, se dio a conocer, que el futbolista británico Trent Alexander-Arnold y el futbolista portugués Bruno Fernandes serían dos nuevos embajadores e imágenes de eFootball.
En noviembre de 2022, se anunció la contratación del arquero mexicano Guillermo Ochoa y el futbolista brasileño Gabriel Barbosa como nuevos embajadores.

## Novedades
Las principales novedades de eFootball será su cambio de nombre y de motor, ya que incluirá nuevas cinemáticas, menús, escaneos, y movimientos nuevos con el cambio de Fox Engine a Unreal Engine.
También tendrá nuevas licencias exclusivas en la Serie A.

## Hoja de Ruta
eFootball incluyó una Hoja de Ruta en septiembre de 2021, para poder guiar a los jugadores en cuanto a las distintas funciones que serían añadidas con actualizaciones posteriores y una fecha estimada en la que estarían disponibles.
El 30 de septiembre de 2021 se lanzó el videojuego con la versión 0.9.0 y se puso a disposición de los usuarios partidos de prueba offline con nueve clubes en el modo Authentic Team: FC Barcelona, FC Bayern Múnich, Juventus, Manchester United, Arsenal, Flamengo, São Paulo FC, SC Corinthians y River Plate, además de algunos eventos en línea. El videojuego a su vez permite juego cruzado entre generaciones (jugadores de PlayStation 4 podrán jugar contra los de PlayStation 5, y los jugadores de Xbox One con los de Xbox Series X|S).
Si bien la hoja de ruta original mostraba el contenido que sería lanzado en 2021 e inicios de 2022, Konami decidió aplazar mucho de lo prometido, incluyendo Dream Team, para la actualización 1.1.0, la cual finalmente fue lanzada en abril de 2022, esto debido a las fuertes críticas que recibió el juego en su lanzamiento.
El 31 de mayo de 2022 se anunció en las redes sociales de Konami los contenidos que se añadirían a eFootball, tanto de forma gratuita como de pago, en las siguientes actualizaciones del videojuego. De acuerdo a lo publicado por la empresa en sus redes sociales, se añadiría un modo de edición básico, y crossplay entre las versiones de consolas y la versión de PC del juego. Por otra parte, en cuanto al contenido de pago, se habilitaría la opción de adquirir más clubes para el modo Authentic Team, y también la posibilidad de obtener el modo Liga Máster. Aunque este contenido se anunció inicialmente para finales de 2022 e inicios de 2023, para diciembre de 2023 sigue sin ser liberado en ninguna plataforma.

## Modos de juego
Liga eFootball: Se usa un equipo creado por el usuario (Equipo Ideal), esto para intentar subir entre las diez divisiones disponibles.
Cooperativo: Hasta tres usuarios pueden enfrentarse contra otros tres para disputar partidos amistosos o participar en eventos.
Mi Liga: Se usa el Equipo Ideal para disputar ligas reales (contra la IA y según las licencias disponibles).
Eventos temáticos rotativos: Distintos eventos semanales de las ligas disponibles para cumplir objetivos, los cuales pueden ser contra la IA u otros usuarios, y utilizando equipos reales (Equipo Auténtico) o el Equipo Ideal.
Partidos amistosos: Es posible en el videojuego disputar partidos amistosos contra amigos u otros jugadores utilizando equipos reales o el equipo creado por el usuario (Equipo Ideal). La única forma de jugar sin conexión a Internet son partidos amistosos contra la IA o los entrenamientos.

## Deportes electrónicos
En junio de 2022, después de su aplazamiento, se realizó el torneo de deportes electrónicos nombrado por Konami como eFootball Championship Pro, integrado por representaciones de ocho de los equipos partner de eFootball, donde resultó ganador el AS Monaco. Al final de este torneo, el 26 de junio, se habilitó eFootball Championship Open, un evento en el cual cualquier usuario del videojuego podía participar a través del modo Dream Team.
En noviembre de 2022, Konami anunció un nuevo torneo de deportes electrónicos bajo el nombre de Coppa eFootball Italia, donde participaban gamers profesionales representando a uno de los 8 equipos partner de eFootball en Italia.

## EquiposPartner
Desde Pro Evolution Soccer 2017, Konami negocia acuerdos individuales con algunos equipos, los cuales conceden derechos de comercialización y publicidad, además de la representación real del club en el juego. A estos se los conoce como equipos partner y por el momento hay veintiún equipos confirmados, los cuales se pueden seleccionar para disputar partidos amistosos contra la IA. Algunos de estos equipos vienen de la saga PES o fueron anunciados posteriormente.
| Confederación | País               | Equipo            | Notas      |
| ------------- | ------------------ | ----------------- | ---------- |
|               | Alemania           | Borussia Dortmund | Exclusivos |
| España        | FC Barcelona       |                   | Exclusivos |
| Inglaterra    | Arsenal            |                   | Exclusivos |
| Inglaterra    | Manchester United  |                   | Exclusivos |
| Italia        | AC Milan           |                   | Exclusivos |
| Italia        | Inter Milan        |                   | Exclusivos |
| Italia        | Atalanta BC        |                   | Exclusivos |
| Italia        | SS Lazio           |                   | Exclusivos |
| Italia        | Pisa Sporting Club |                   | Exclusivos |
|               | México             | CD Guadalajara    | Exclusivos |
| América       | México             |                   | Exclusivos |
| Pumas         | México             |                   | Exclusivos |
| Tigres        | México             |                   | Exclusivos |
|               | Brasil             | Corinthians       | Exclusivos |
| Flamengo      | Brasil             |                   | Exclusivos |
| Santos        | Brasil             |                   | Exclusivos |
| São Paulo     | Brasil             |                   | Exclusivos |
| Palmeiras     | Brasil             |                   | Exclusivos |

## Licencias

### Ligas
Para la edición 2026, se añade la Liga Coreana, pero se pierde la Liga Mexicana, de resto, las ligas son las mismas que en un edición anterior.
| Ligas nacionales              | Ligas nacionales                                      | Ligas nacionales                                   | Ligas nacionales | Ligas nacionales |
| Confederación                 | Región                                                | Competición                                        | Licencia         | Notas            |
| América                       | América                                               | América                                            | América          | América          |
| ----------------------------- | ----------------------------------------------------- | -------------------------------------------------- | ---------------- | ---------------- |
|                               | Argentina                                             | Liga Profesional de Fútbol (Liga Argentina)        | 3                | [ b. 1 ]         |
| Brasil                        | Brasileirão Betano Série A (Liga Brasileña)           | 2                                                  | Exclusivo        |                  |
| Brasil                        | Brasileirão Superbet Série B (2da División De Brasil) | 3                                                  |                  |                  |
| Chile                         | Liga De Primera Itaú (Liga Chilena)                   | 3                                                  | Exclusivo        |                  |
| Colombia                      | Liga BetPlay Dimayor (Liga Colombiana)                | 4                                                  |                  |                  |
|                               | Estados Unidos Canadá                                 | MLS (American League)                              | 4                |                  |
| Estados Unidos                | USL Championship                                      | LC                                                 | Exclusivo        |                  |
| Europa                        |                                                       |                                                    |                  |                  |
|                               | Bélgica                                               | Jupiler Pro League (Belgian League)                | 4                |                  |
| Dinamarca                     | 3F Superliga (Danish League)                          | 4                                                  |                  |                  |
| Escocia                       | William Hill Premiership                              | LC                                                 |                  |                  |
| España                        | LaLiga EA Sports (Spanish League)                     | 3                                                  | [ b. 2 ]         |                  |
| España                        | LaLiga Hypermotion (Spanish 2nd Division)             | 4                                                  |                  |                  |
| Francia Mónaco                | Ligue 1 McDonald's                                    | LC                                                 |                  |                  |
| Francia Mónaco                | Ligue 2 BKT                                           | LC                                                 |                  |                  |
| Inglaterra Gales              | Premier League (English League)                       | 3                                                  | [ b. 3 ]         |                  |
| Inglaterra Gales              | EFL Championship (English 2nd Division)               | 4                                                  |                  |                  |
| Italia                        | Serie A Enilive (Italian League)                      | 3                                                  | [ b. 4 ]         |                  |
| Italia                        | Serie BKT (Italian 2nd Division)                      | LC                                                 |                  |                  |
| Países Bajos                  | Eredivisie                                            | LC                                                 |                  |                  |
| Portugal                      | Liga Portugal Betclic                                 | LC                                                 |                  |                  |
| Suiza                         | Credit Suisse Super League (Swiss League)             | 4                                                  |                  |                  |
| Turquía                       | Trendyol Süper Lig                                    | LC                                                 |                  |                  |
| Asia                          |                                                       |                                                    |                  |                  |
|                               | Japón                                                 | Meiji Yasuda J1 League                             | LC               |                  |
| Meiji Yasuda J2 League        | Japón                                                 | LC                                                 | Exclusivo        |                  |
| Tailandia                     | BYD Sealion 6 League 1                                | LC                                                 | Exclusivo        |                  |
| Corea del Sur                 | K League 1 (Korean League) Nueva                      | 4                                                  | [ d. 1 ]         |                  |
| Competiciones internacionales |                                                       |                                                    |                  |                  |
| Europa                        | Europa                                                | UEFA Champions League (European Club Championship) | 3                |                  |
| Europa                        | Europa                                                | UEFA Europa League (European Masters Cup)          | 3                |                  |
| Asia                          | Asia                                                  | AFC Champions League                               | LC               | Exclusivo        |

- LC: Licencia completa

- 1: Logo y nombre de la competición no están licenciados.

- 2: Logo y nombre de la competición están licenciados, pero escudos y nombres de algunos equipos no están licenciados.

- 3: Logo y nombre de la competición, más escudos y nombres de algunos equipos no están licenciados.

| 1. 2. 3. 4. |

- 4: Logo y nombre de la competición, más escudos y nombres de todos los equipos no están licenciados.

1. ↑  Aunque se cuenta con la licencia de los clubes coreanos en la AFC Champions League estos 4 Gwangju FC, Jeonbuk Hyundai Motors, Pohang Steelers, y Ulsan HD FC, salen con escudos y camisas ficticios para la K League 1

- 5: Todos los datos son ficticios.

### Otros equipos
Estos son equipos de otros campeonatos. Se destaca la presencia de los nuevos equipos de la AFC Champions League Elite 2024-25, y de la AFC Champions League Two 2024-25. Además, se añade el equipo alemán de Borussia Dortmund al juego, y también los equipos mexicanos partner debido a la ausencia de su liga.
| Confederación          | Región                  | Equipo           | Notas |
| ---------------------- | ----------------------- | ---------------- | ----- |
|                        | Alemania                | Bayer Leverkusen |       |
| Borussia Dortmund      | Alemania                |                  |       |
|                        | México                  | Club América     |       |
| CD Guadalajara         | México                  |                  |       |
| Tigres                 | México                  |                  |       |
| Pumas                  | México                  |                  |       |
|                        | Arabia Saudita          | Al-Ahli Saudi FC |       |
| Al Hilal SFC           | Arabia Saudita          |                  |       |
| Al Nassr FC            | Arabia Saudita          |                  |       |
| Al Taawoun FC          | Arabia Saudita          |                  |       |
| Australia              | Central Coast Mariners  |                  |       |
| Australia              | Sydney FC               |                  |       |
| Baréin                 | Al Khaldiya SC          |                  |       |
| Catar                  | Al Gharafa SC           |                  |       |
| Catar                  | Al Rayyan SC            |                  |       |
| Catar                  | Al Sadd SC              |                  |       |
| Catar                  | Al Wakrah SC            |                  |       |
| China                  | Shandong Taishan FC     |                  |       |
| China                  | Shanghai Port FC        |                  |       |
| China                  | Shanghai Shenhua FC     |                  |       |
| China                  | Zhejiang FC             |                  |       |
| Corea del Sur          | Gwangju FC              |                  |       |
| Corea del Sur          | Jeonbuk Hyundai Motors  |                  |       |
| Corea del Sur          | FC Pohang Steelers      |                  |       |
| Corea del Sur          | Ulsan HD FC             |                  |       |
| Emiratos Árabes Unidos | Al Ain FC               |                  |       |
| Emiratos Árabes Unidos | Al Wasl FC              |                  |       |
| Emiratos Árabes Unidos | Shabab Al Ahli FC       |                  |       |
| Emiratos Árabes Unidos | Sharjah FC              |                  |       |
| Filipinas              | Dynamic Herb Cebu FC    |                  |       |
| Filipinas              | Kaya FC-Iloilo          |                  |       |
| Hong Kong              | Eastern SC              |                  |       |
| Hong Kong              | Lee Man FC              |                  |       |
| India                  | Mohun Bagan Super Giant |                  |       |
| Indonesia              | Persib Bandung          |                  |       |
| Irán                   | Esteghlal FC            |                  |       |
| Irán                   | Persepolis FC           |                  |       |
| Irán                   | Sepahan SC              |                  |       |
| Irán                   | Tractor SC              |                  |       |
| Irak                   | Air Force Club          |                  |       |
| Irak                   | Al Shorta SC            |                  |       |
| Japón                  | Kawasaki Frontale       |                  |       |
| Japón                  | Sanfrecce Hiroshima     |                  |       |
| Japón                  | Vissel Kobe             |                  |       |
| Japón                  | Yokohama F. Marinos     |                  |       |
| Jordania               | Al Hussein Irbid        |                  |       |
| Jordania               | Al Wehdat               |                  |       |
| Kuwait                 | Al Kuwait SC            |                  |       |
| Malasia                | Johor Darul Ta'zim      |                  |       |
| Malasia                | Selangor FC             |                  |       |
| Singapur               | Lion City Sailors FC    |                  |       |
| Singapur               | Tampines Rovers FC      |                  |       |
| Tailandia              | Buriram United F.C.     |                  |       |
| Tailandia              | Muangthong United FC    |                  |       |
| Tailandia              | Port FC                 |                  |       |
| Tailandia              | True Bangkok United FC  |                  |       |
| Tayikistán             | FC Istiklol             |                  |       |
| Tayikistán             | Ravshan Kulob           |                  |       |
| Turkmenistán           | Altyn Asyr FK           |                  |       |
| Uzbekistán             | Paxtakor FK             |                  |       |
| Uzbekistán             | FC Nasaf                |                  |       |
| Vietnam                | Thep Xanh Nam Dinh FC   |                  |       |

### Selecciones
Para la edición 2026, las únicas novedades vienen de parte de Asia, destacando la ausencia de las selecciones de Siria y Tayikistán, y la perdida de las licencias de las selecciones de Líbano, Hong Kong y Vietnam, en parte esto se debe a que Konami perdió de forma definitiva la licencia de la Copa Asiática, de resto, son las mismas selecciones que aparecieron en la edición anterior.
| Región                    | Selección              | Licencia | Notas     |
| ------------------------- | ---------------------- | -------- | --------- |
| Europa (41)               | Albania                | 2        |           |
| Europa (41)               | Alemania               | LC       |           |
| Europa (41)               | Austria                | 1        |           |
| Europa (41)               | Azerbaiyán             | 2        |           |
| Europa (41)               | Bélgica                | LC       |           |
| Europa (41)               | Bulgaria               | 1        | Exclusivo |
| Europa (41)               | Chipre                 | 1        | Exclusivo |
| Europa (41)               | Croacia                | LC       | Exclusivo |
| Europa (41)               | Dinamarca              | 1        |           |
| Europa (41)               | Escocia                | 1        |           |
| Europa (41)               | Eslovaquia             | 2        |           |
| Europa (41)               | Eslovenia              | 1        | Exclusivo |
| Europa (41)               | España                 | LC       |           |
| Europa (41)               | Finlandia              | 1        |           |
| Europa (41)               | Francia                | LC       |           |
| Europa (41)               | Gales                  | 2        |           |
| Europa (41)               | Georgia                | 2        |           |
| Europa (41)               | Grecia                 | 1        |           |
| Europa (41)               | Hungría                | 1        |           |
| Europa (41)               | Inglaterra             | LC       |           |
| Europa (41)               | Irlanda                | 1        |           |
| Europa (41)               | Irlanda del Norte      | 2        |           |
| Europa (41)               | Islandia               | 2        |           |
| Europa (41)               | Israel                 | 1        | Exclusivo |
| Europa (41)               | Italia                 | LC       |           |
| Europa (41)               | Kazajistán             | 2        |           |
| Europa (41)               | Macedonia              | 1        | Exclusivo |
| Europa (41)               | Malta                  | 1        | Exclusivo |
| Europa (41)               | Montenegro             | 1        | Exclusivo |
| Europa (41)               | Noruega                | LC       |           |
| Europa (41)               | Países Bajos (Holanda) | LC       |           |
| Europa (41)               | Polonia                | LC       |           |
| Europa (41)               | Portugal               | LC       |           |
| Europa (41)               | República Checa        | 1        |           |
| Europa (41)               | Rumania                | 1        |           |
| Europa (41)               | Rusia                  | 2        |           |
| Europa (41)               | Serbia                 | 1        |           |
| Europa (41)               | Suecia                 | 1        |           |
| Europa (41)               | Suiza                  | 1        | Exclusivo |
| Europa (41)               | Turquía                | LC       | Exclusivo |
| Europa (41)               | Ucrania                | 1        |           |
| África (16)               | Argelia                | 2        | Exclusivo |
| África (16)               | Botsuana               | 1        | Exclusivo |
| África (16)               | Burkina Faso           | 2        | Exclusivo |
| África (16)               | Camerún                | 1        | Exclusivo |
| África (16)               | Costa de Marfil        | 2        | Exclusivo |
| África (16)               | Egipto                 | 1        | Exclusivo |
| África (16)               | Gabón                  | 1        | Exclusivo |
| África (16)               | Ghana                  | 1        | Exclusivo |
| África (16)               | Guinea                 | 2        | Exclusivo |
| África (16)               | Kenia                  | 1        | Exclusivo |
| África (16)               | Mali                   | 2        | Exclusivo |
| África (16)               | Marruecos              | 1        | Exclusivo |
| África (16)               | Nigeria                | 2        | Exclusivo |
| África (16)               | RD Congo               | 1        | Exclusivo |
| África (16)               | Senegal                | 2        | Exclusivo |
| África (16)               | Somalia                | 2        | Exclusivo |
| África (16)               | Sudáfrica              | 1        | Exclusivo |
| África (16)               | Túnez                  | 2        | Exclusivo |
| África (16)               | Zambia                 | 2        | Exclusivo |
| África (16)               | Zimbabue               | 1        | Exclusivo |
| Norte y Centroamérica (8) | Canadá                 | 2        | Exclusivo |
| Norte y Centroamérica (8) | Costa Rica             | 1        |           |
| Norte y Centroamérica (8) | Estados Unidos         | 2        |           |
| Norte y Centroamérica (8) | Guatemala              | 1        |           |
| Norte y Centroamérica (8) | Honduras               | 1        | Exclusivo |
| Norte y Centroamérica (8) | Jamaica                | 2        | Exclusivo |
| Norte y Centroamérica (8) | México                 | 2        |           |
| Norte y Centroamérica (8) | Panamá                 | 1        | Exclusivo |
| Sudamérica (10)           | Argentina              | LC       |           |
| Sudamérica (10)           | Bolivia                | 1        | Exclusivo |
| Sudamérica (10)           | Brasil                 | LC       |           |
| Sudamérica (10)           | Chile                  | 1        | Exclusivo |
| Sudamérica (10)           | Colombia               | 1        | Exclusivo |
| Sudamérica (10)           | Ecuador                | 2        | Exclusivo |
| Sudamérica (10)           | Paraguay               | 1        | Exclusivo |
| Sudamérica (10)           | Perú                   | 1        | Exclusivo |
| Sudamérica (10)           | Uruguay                | LC       | Exclusivo |
| Sudamérica (10)           | Venezuela              | 1        | Exclusivo |
| Asia (35)                 | Arabia Saudita         | LC       |           |
| Asia (35)                 | Australia              | LC       |           |
| Asia (35)                 | Bangladés              | 2        |           |
| Asia (35)                 | Baréin                 | LC       |           |
| Asia (35)                 | Brunéi                 | 2        |           |
| Asia (35)                 | Camboya                | 2        |           |
| Asia (35)                 | China                  | LC       |           |
| Asia (35)                 | Corea del Norte        | LC       |           |
| Asia (35)                 | Corea del Sur          | LC       |           |
| Asia (35)                 | Emiratos Árabes Unidos | LC       |           |
| Asia (35)                 | Filipinas              | 2        |           |
| Asia (35)                 | Hong Kong              | 2        |           |
| Asia (35)                 | India                  | 1        |           |
| Asia (35)                 | Indonesia              | LC       |           |
| Asia (35)                 | Irak                   | LC       |           |
| Asia (35)                 | Irán                   | LC       |           |
| Asia (35)                 | Japón                  | LC       |           |
| Asia (35)                 | Jordania               | LC       |           |
| Asia (35)                 | Kirguistán             | LC       |           |
| Asia (35)                 | Kuwait                 | LC       |           |
| Asia (35)                 | Laos                   | 2        |           |
| Asia (35)                 | Líbano                 | 2        |           |
| Asia (35)                 | Malasia                | LC       |           |
| Asia (35)                 | Myanmar                | 2        |           |
| Asia (35)                 | Nepal                  | 2        |           |
| Asia (35)                 | Omán                   | LC       |           |
| Asia (35)                 | Palestina              | LC       |           |
| Asia (35)                 | Qatar                  | LC       |           |
| Asia (35)                 | Singapur               | 2        |           |
| Asia (35)                 | Tailandia              | LC       |           |
| Asia (35)                 | Timor Oriental         | 2        |           |
| Asia (35)                 | Uzbekistán             | LC       |           |
| Asia (35)                 | Vietnam                | 2        |           |
| Oceanía (1)               | Nueva Zelanda          | 1        |           |

LC: Licencia Completa.
1: Escudo y uniformes no están licenciados.
2: Escudo y uniformes no están licenciados y los jugadores convocados son ficticios.

## Estadios
Estos son todos los estadios presentes en eFootball 2026, la novedad es el regreso del Signal Iduna Park, y la ausencia del Estadio Monumental de Chile y 2 estadios italianos.
| Estadios reales    | Estadios reales | Estadios reales                           | Estadios reales                         | Estadios reales |
| N.º                | País            | Estadio                                   | Equipo Local                            | Notas           |
| ------------------ | --------------- | ----------------------------------------- | --------------------------------------- | --------------- |
| 1                  | España          | Spotify Camp Nou                          | FC Barcelona                            | Exclusivo       |
| 2                  | Alemania        | Signal Iduna ParkVuelve                   | Borussia Dortmund                       | Exclusivo       |
| 3                  | Inglaterra      | Old Trafford                              | Manchester United                       |                 |
| 4                  | Inglaterra      | Emirates Stadium                          | Arsenal FC                              |                 |
| 5                  | Inglaterra      | Wembley Stadium                           | Inglaterra                              |                 |
| 7                  | Italia          | Stadio Olimpico di Roma                   | SS Lazio                                | Exclusivo       |
| 8                  | Italia          | San Siro                                  | AC Milan                                | Regresa         |
| 9                  | Italia          | Estadio Giuseppe Meazza                   | Inter de Milán                          | Regresa         |
| 10                 | Italia          | Gewiss Stadium                            | Atalanta                                | Exclusivo       |
| 11                 | Países Bajos    | Johan Cruyff Arena                        | AFC Ajax                                | Exclusivo       |
| 12                 | Brasil          | Arena MRV                                 | Atlético Mineiro                        | Exclusivo       |
| 13                 | Brasil          | Estádio Beira-Rio                         | Internacional                           | Exclusivo       |
| 14                 | Brasil          | Estádio Cícero Pompeu de Toledo           | São Paulo FC                            | Exclusivo       |
| 15                 | Brasil          | Estádio Urbano Caldeira                   | Santos FC                               | Exclusivo       |
| 16                 | Brasil          | Neo Química Arena                         | Corinthians                             | Exclusivo       |
| 17                 | Argentina       | Mâs Monumental                            | River Plate y Argentina                 | Exclusivo       |
| 18                 | Argentina       | Estadio Alberto J. Armando (La Bombonera) | Boca Juniors                            |                 |
| 19                 | México          | Estadio Akron                             | CD Guadalajara                          | Exclusivo       |
| 20                 | México          | Estadio Azteca                            | Club América y Selección de México      | Exclusivo       |
| 21                 | México          | Estadio El Volcán                         | Tigres                                  | Exclusivo       |
| 22                 | México          | Estadio Olímpico Universitario            | Pumas                                   | Exclusivo       |
| 23                 | Japón           | Saitama Stadium                           | Urawa Red Diamonds y Selección de Japón |                 |
| Estadios ficticios |                 |                                           |                                         |                 |
| 24                 | Ficticio        | eFootball Stadium                         |                                         | Exclusivo       |
| 25                 | Ficticio        | Estadio Del Nuevo Triunfo                 |                                         | Exclusivo       |
| 26                 | Ficticio        | Stadio Orione                             |                                         | Exclusivo       |
| 27                 | Ficticio        | Estádio Do Escorpiao                      |                                         | Exclusivo       |
| 28                 | Ficticio        | Burg Stadion                              |                                         |                 |
| 29                 | Ficticio        | Estadio Del Martingal                     |                                         | Exclusivo       |
| 30                 | Ficticio        | Rose Park Stadium                         |                                         |                 |
| 31                 | Ficticio        | Coliseo De Los Deportes                   |                                         |                 |
| 32                 | Ficticio        | Sports Park                               |                                         | Exclusivo       |

## Comentaristas
Para eFootball 2026 se mantienen los mismos comentaristas para Latinoamérica y España de la edición 2025.
| Idioma    | Región         | Comentarista(s)           |
| --------- | -------------- | ------------------------- |
| Alemán    | Alemania       | Marco Hagemann            |
| Alemán    | Alemania       | Hansi Küpper              |
| Árabe     | Arabia Saudita | Fahad Al-Otaibi           |
| Chino     | China          | Wang Tao                  |
| Chino     | China          | Miao Kun                  |
| Chino     | Hong Kong      | Vince Ng                  |
| Chino     | Hong Kong      | Keyman Ma                 |
| Coreano   | Corea del Sur  | Junil So                  |
| Coreano   | Corea del Sur  | June Hea Hahn             |
| Español   | Argentina      | Rodolfo de Paoli          |
| Español   | Argentina      | Diego Latorre             |
| Español   | Chile          | Luis Omar Tapia           |
| Español   | Chile          | Aldo Schiappacasse        |
| Español   | España         | Carlos Martínez           |
| Español   | España         | Julio Maldonado (Maldini) |
| Español   | México         | Christian Martinoli       |
| Español   | México         | Luis García               |
| Francés   | Francia        | Grégoire Margotton        |
| Francés   | Francia        | Darren Tulett             |
| Griego    | Grecia         | Christos Sotirakopoulos   |
| Griego    | Grecia         | Yiorgos Thanailakis       |
| Inglés    | Reino Unido    | Peter Drury               |
| Inglés    | Reino Unido    | Jim Beglin                |
| Italiano  | Italia         | Fabio Caressa             |
| Italiano  | Italia         | Luca Marchegiani          |
| Japonés   | Japón          | Jon Kabira                |
| Japonés   | Japón          | Tsuyoshi Kitazawa         |
| Portugués | Brasil         | Milton Leite              |
| Portugués | Brasil         | Mauro Beting              |
| Portugués | Portugal       | Pedro Sousa               |
| Portugués | Portugal       | Luís Freitas Lobo         |

## Banda sonora
- Balming Tiger - Wash Away
- Charlie Bereal ft. JMo And The Greats - Energy
- Childish Gambino - Real Love
- ChopLife Soundsystem, Mr Eazi, Les Teriba & Jessi Selm - Never Walk Alone
- Circa Waves - We Made It
- Franz Ferdinand - Build It Up
- Jayda G - Feeling Alive
- Jordyn - I Wanna Dance
- Miraa May - No Bad Energy
- Nao - Wildflowers
- NCT 127 - Walk
- NOISY - Green Light
- Oscar Jerome - The Potato
- Pongo - Celebrate
- Prinz - Proud
- Richard Carter with The Imports - Magic
- RIIZE - Boom Boom Bass
- Sam Fender - People Watching
- Sean Paul with Inna - Let It Talk To Me
- Serhat Dürmüş - Nightfall
- Seun Kuti & Egypt 80 ft. Damian Marley - Dey (Gaudi & Don Letts Remix)
- Shelhiel - Colours
- The Offspring - Make It All Right
- Tom Misch - Invincible
- Wallows - Anytime, Always

## Recepción
Post lanzamiento, el juego recibió una avalancha de comentarios y reseñas negativas por parte de los usuarios en Steam, criticando los bugs, glitches y múltiples fallos de programación. En menos de un día se transformó en uno de los juegos peor calificados de la plataforma.[ver]
Posteriormente, Konami a través de su cuenta de Twitter emitió un comunicado expresando sus disculpas a los usuarios y explicaron que están trabajando en mejorar la calidad del título, como también en ofrecer reembolsos a los clientes afectados por la compra anticipada de paquetes de jugadores para los modos en línea del videojuego.

## Ediciones, versiones y actualizaciones
| Edición        | Versión | Fecha de lanzamiento     | Principales novedades | Ref.   |
| -------------- | ------- | ------------------------ | --- | ------ |
| eFootball 2022 | 0.9.1   | 5 de noviembre de 2021   | Corrección de errores de jugabilidad e interfaz.                                                                                     | [ 32 ] |
| eFootball 2022 | 1.0.0   | 14 de abril de 2022      | Mejora gráfica y de gameplay; modos Tienda, Entrenamiento, Dream Team; nuevas licencias.                                             | [ 33 ] |
| eFootball 2022 | 1.1.0   | 30 de mayo de 2022       | Corrección de errores; nuevos estadios; «Objetivos» en Dream Team; versión móvil.                                                    | [ 34 ] |
| eFootball 2022 | 1.1.1   | 16 de junio de 2022      | Ajustes temporada 2; cambios visuales en menús; Objetivos Premium.                                                                   | [ 35 ] |
| eFootball 2022 | 1.1.2   | 30 de junio de 2022      | Correcciones menores y mejoras de estabilidad.                                                                                       | [ 36 ] |
| eFootball 2022 | 1.1.3   | 5 de julio de 2022       | Ajustes en controles para versión móvil.                                                                                             | [ 37 ] |
| eFootball 2022 | 1.1.4   | 21 de julio de 2022      | Habilitación de Friend Match móvil; correcciones menores.                                                                            | [ 38 ] |
| eFootball 2022 | 1.1.5   | 28 de julio de 2022      | Correcciones menores en versión móvil.                                                                                               | [ 39 ] |
| eFootball 2023 | 2.0.0   | 25 de agosto de 2022     | Cambio a «eFootball 2023»; nuevas licencias; mejoras y más equipos en «Equipo Auténtico».                                            | [ 40 ] |
| eFootball 2023 | 2.0.1   | 29 de agosto de 2022     | Corrección de estabilidad (solo Windows).                                                                                            | [ 41 ] |
| eFootball 2023 | 2.0.2   | 6 de septiembre de 2022  | Correcciones menores (solo móvil).                                                                                                   | [ 42 ] |
| eFootball 2023 | 2.1.0   | 6 de octubre de 2022     | «Friend Match» en PC/consolas; licencias; ajustes menores.                                                                           | [ 43 ] |
| eFootball 2023 | 2.1.1   | 20 de octubre de 2022    | Ajustes menores de jugabilidad y software.                                                                                           | [ 44 ] |
| eFootball 2023 | 2.2.0   | 16 de noviembre de 2022  | Modo «Match Pass»; nuevos estadios; temática Copa Mundial 2022.                                                                      | [ 45 ] |
| eFootball 2023 | 2.3.0   | 22 de diciembre de 2022  | Ajustes jugabilidad; actualización de gráficos.                                                                                      | [ 46 ] |
| eFootball 2023 | 2.3.1   | 24 de diciembre de 2022  | Corrección de cierre inesperado en iOS.                                                                                              |        |
| eFootball 2023 | 2.3.2   | 12 de enero de 2023      | Correcciones menores en jugabilidad.                                                                                                 | [ 47 ] |
| eFootball 2023 | 2.4.0   | 16 de febrero de 2023    | Jugar online con equipos reales; otros cambios menores.                                                                              | [ 48 ] |
| eFootball 2023 | 2.4.1   | 23 de febrero de 2023    | Correcciones en Android. | [ 49 ] |
| eFootball 2023 | 2.4.2   | 23 de marzo de 2023      | Más equipos offline y correcciones.                                                                                                  | [ 50 ] |
| eFootball 2023 | 2.5.0   | 13 de abril de 2023      | Más clubes en «Equipo Auténtico»; mejoras en jugabilidad y entrenamiento.                                                            | [ 51 ] |
| eFootball 2023 | 2.5.1   | 20 de abril de 2023      | Correcciones menores. | [ 52 ] |
| eFootball 2023 | 2.6.0   | 8 de junio de 2023       | Beta de modo Cooperativo; nuevo estadio; ajustes varios.                                                                             | [ 53 ] |
| eFootball 2024 | 3.0.0   | 7 de septiembre de 2023  | Cambio a «eFootball 2024»; nueva portada; mejoras gráficas y animaciones; nuevo sistema de regularidad.                              | [ 54 ] |
| eFootball 2024 | 3.1.0   | 5 de octubre de 2023     | Actualización de licencias y ajustes menores.                                                                                        | [ 55 ] |
| eFootball 2024 | 3.2.0   | 7 de diciembre de 2023   | Introducción del modo «Mi Liga»; ajustes en menús.                                                                                   | [ 56 ] |
| eFootball 2024 | 3.3.0   | 25 de enero de 2024      | Actualización de licencias y otros ajustes.                                                                                          | [ 57 ] |
| eFootball 2024 | 3.3.1   | 22 de febrero de 2024    | Ajustes menores. | [ 58 ] |
| eFootball 2024 | 3.4.0   | 21 de marzo de 2024      | Ajustes en la jugabilidad; nuevo estadio.                                                                                            | [ 59 ] |
| eFootball 2024 | 3.5.0   | 18 de abril de 2024      | Actualización de uniformes, plantillas y caras.                                                                                      | [ 60 ] |
| eFootball 2024 | 3.5.1   | 9 de mayo de 2024        | Ajustes menores en Android. | [ 61 ] |
| eFootball 2024 | 3.6.0   | 13 de junio de 2024      | Actualización de licencias; ajustes en jugabilidad.                                                                                  | [ 62 ] |
| eFootball 2024 | 3.6.1   | 26 de junio de 2024      | Corrección de errores en iOS. | [ 63 ] |
| eFootball 2024 | 3.6.2   | 11 de julio de 2024      | Correcciones y ajustes menores. | [ 64 ] |
| eFootball      | 4.0.0   | 12 de septiembre de 2024 | Cambio de nombre a «eFootball»; nuevas licencias; cambios en jugabilidad.                                                            | [ 65 ] |
| eFootball      | 4.1.0   | 10 de octubre de 2024    | Actualización de licencias y correcciones menores.                                                                                   | [ 66 ] |
| eFootball      | 4.2.0   | 5 de diciembre de 2024   | Actualización de licencias y ajustes.                                                                                                | [ 67 ] |
| eFootball      | 4.2.1   | 16 de enero de 2025      | Correcciones menores. | [ 68 ] |
| eFootball      | 4.3.0   | 20 de febrero de 2025    | Traspasos de verano; licencia de Bayer Leverkusen; pérdida de Liga MX.                                                               | [ 69 ] |
| eFootball      | 4.4.0   | 17 de abril de 2025      | Modo «Liga eFootball contra la IA»; juego cruzado; mejoras en gameplay, gestión de jugadores y visuales.                             | [ 70 ] |
| eFootball      | 4.5.0   | 12 de junio de 2025      | Nuevas funciones, correcciones de errores, actualizaciones de datos y la eliminación de la Liga Mexicana (a excepción de 4 equipos). | [ 71 ] |